# Ресторація Бачевських

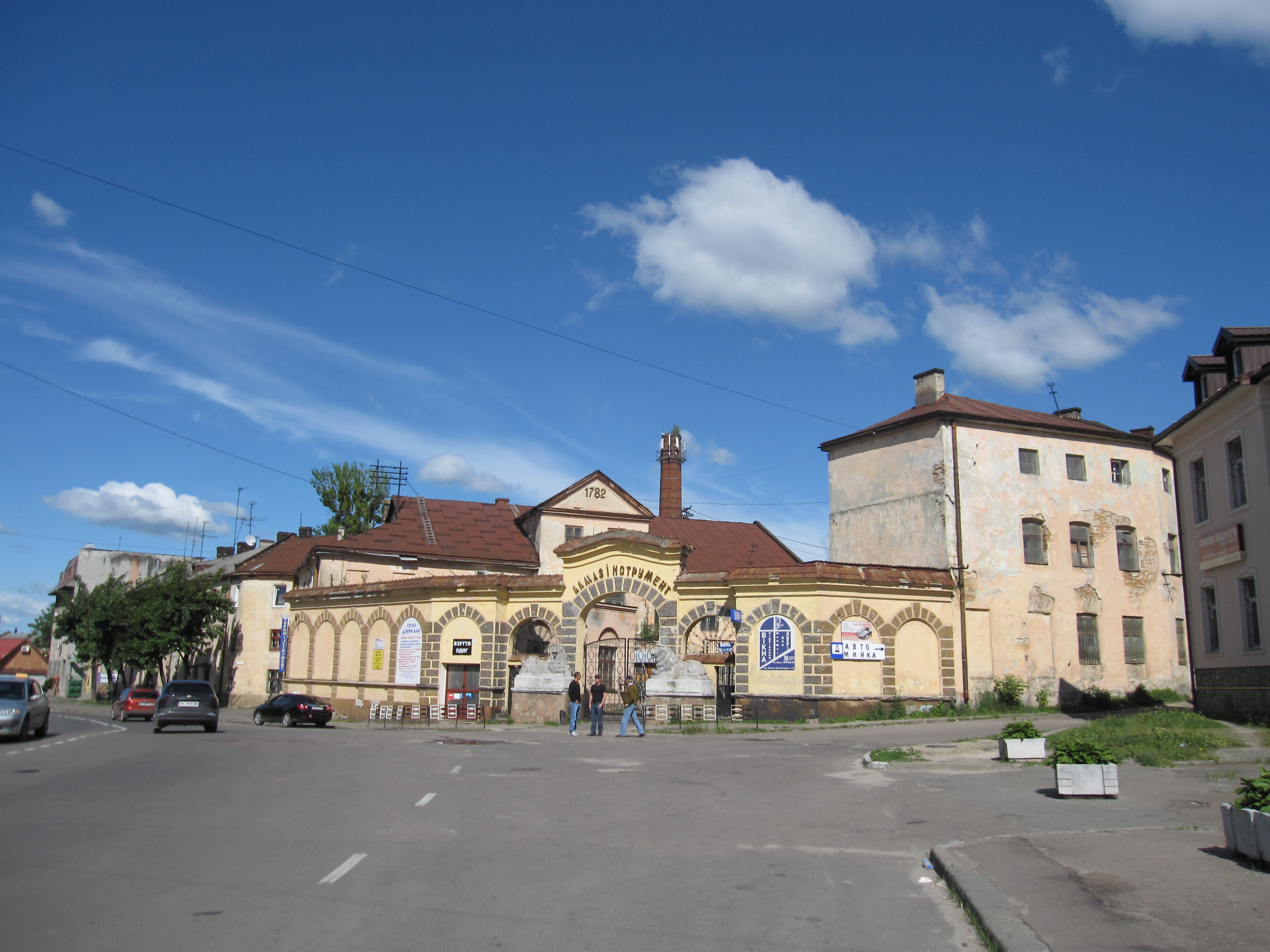
Колишня фабрика Юзефа Бачевського у Львові (Жовківське передмістя).

Ляйб Бачелес — дідо Юзефа Бачевського заснував у 1782 році в селі Вибранівка не велику горілчану фабрику. 1810 року гуральню успадкував син її засновника — Леопольд Максиміліан Бачелес, який перемістив виробництво на передмістя Львова — Знесіння, та став використовувати прізвище Бачевський. У польській культурології фабрику Бачевських часто вважають найдавнішою лікеро-горілчаною фабрикою на теренах колишньої Речі Посполитої. До 1939 року фабрика розвивалася — впроваджувалися нові технології, постійно розширювався ринок збуту продукції. На початку другої світової війни, у вересні 1939 року фабрика була піддана бомбардуванню авіацією Люфтваффе, а залишки вцілілого обладнання та запасів сировини і готової продукції розграбували «визволителі». Після 1945 року нащадки Юзефа Адама Бачевського перенесли виробництво спиртних напоїв до Відня, де горілку під торговою маркою «J. A. Baczewski» виробляють донині.
Спільнота Kumpel Group розпочала імпорт горілок і лікерів Baczewski, і з 2013 року розпочинає їх продаж у Львові в ресторанах «Кумпель». 7 квітня 2015 року відкрили заклад «Ресторацію Бачевських», присвячений історії родини Бачевських.
Інтер'єр виконано у стилі початку XX століття. Характерна музика, зручні крісла та канапи, ажурні жовтяві скатертини, співучі канарки в білих клітках, багато зелені та світла, великі канделябри, а також рояль.
Ресторан може запропонувати відвідувачам не лише горілку Бачевських, а й великий вибір наливок і настоянок власного виробництва (45 видів). У меню — галицька, польська, єврейська та австрійська кухня, опрацьована шеф-кухарем Олександром Чернишенком. Із 8 до 11 години ранку в ресторані пропонують безлімітний шведський стіл зі всякими наїдками, десертами, фруктами й соками.